# Tommy Petersen
Tommy Petersen eller oftest bare Tommy P. (født 15. august 1947 i København) er sanger, keyboardspiller og komponist.

## Karriere
Tommy Petersen dannede sit første band i januar 1962 på Holmegårdsskolen i form af trioen Tommys Band bestående af Tommy P. (piano), Svend Bonavent Larsen (trommer) og Niels Juul (trompet).
I juni 1962 forlod Juul gruppen, og Tommy P. og Bonavent Larsen dannede pigtrådsgruppen The Rocking Ghosts.
I maj 1963 forlod Tommy P. Rocking Ghosts og dannede umiddelbart efter The Giants. The Giants fik en lokal succes i ungdomsklubberne i Hvidovre.
I januar 1964 dannede Tommy P. pigtrådsgruppen Matadorerne og opnåede med dette orkester succes i såvel Danmark som i Vesttyskland. Tommy P. fortsatte med Matadorerne med en række skiftende besætninger indtil november 1966, hvor han etablerede Tommy P's Studio Group med Benny Rosenfeld(trompet), Allan Lundgaard (Sax) og Sonny Semler(Ventilbasun).
Studio Group var oprindeligt kun tænkt til tv-udsendelsen Klar i Studiet i oktober 1966, som en slags dansk super bigband, hvor gruppen spillede udsendelsens kendingsmelodi "The Way We Do It", der var komponeret af Tommy P. Gruppen var det første permanente beat-jazz-bigband i Danmark, og det turnerede med stor succes i hele Danmark samt flere gange på Thulebaserne på Grønland. Gruppen nåede at indspille en LP og en række singleplader, før gruppen i sommeren 1968 begyndte at gå op i sømmene. Tommy P. forsøgte sig umiddelbart efter studiogruppen som dansktopsanger, men uden held.
I efteråret 1969 dannede Tommy P. den progressive beattrio T.P. Smoke. Gruppen var primært inspireret af engelske undergrundsgrupper og opnåede en del ros og omtale omkring gruppens eneste LP i 1970. Gruppen optrådte overalt i Danmark ved diverse undergrundsarrangementer og deltog også i tyske rockfestivals. Turnerede endvidere en måneds tid i England. T.P. Smoke opløstes i 1971, hvorefter Tommy P. fortsatte en kort periode i det underholdningsprægede orkester Tommy P's Trio.
Tommy P. har i halvfjerdserne og firserne primært fungeret som solist og entertainer uden egentlig tilknytning til rock. Optrådte i dansk tv nytårsaften 79/80 med et gammelt rockmedley i en til lejligheden samlet gruppe med bl.a. Torben Lendager, tidligere medlem af Walkers, og Debbie Cameron.
Han deltog i dansk Melodi Grand Prix 1980 med "Syng en sang om evig fred". Han fulgte dette op samme år med at indspille LP'en Syng en sang om evig fred, hvor bl.a. Mogens »Django« Petersen (guitar), Jesper Thorup (trommer), og Per Oluf "Flob" Michael Hansen (bas) medvirkede.
Tommy P. har i firserne nok været mest kendt som arrangør af Miss Danmark-konkurrencer.
Tommy P. har udover at have komponeret en lang række melodier til Matadorerne og Tommy Ps Studio Group også komponeret til andre danske grupper og solister.

## Diskografi
Solo
- Handy-Man (1967)
- Syng en sang om evig fred (1980)